# Anne Michaels
Anne Michaels (Toronto, 15 april 1958) is een Canadese dichter en romanschrijver. Ze werd geboren in een gezin van een Poolse vader en een Canadese moeder. Ze studeerde aan de universiteit van Toronto. Haar werk is uitgebracht in meer dan 45 landen. Haar boeken hebben meerdere internationale prijzen gewonnen, waaronder de Orange Prize for fiction. Ze is bekend om haar roman Fugitive pieces, dat in meer dan twintig talen is vertaald.   

## Werk
Anne Michaels schreef gedichten en romans. Ze is bekend van haar debuutroman Fugitive pieces uit 1996, het verhaal van een holocaustoverlevende die zijn weg naar de wereld terug probeert te vinden. Het boek won meer dan tien literaire prijzen, onder meer de Orange Prize for Fiction, de Guardian Fiction Prize en de Jewish Quarterly-Wingate Prize. In 1998 werd Fugitive pieces vertaald in het Nederlands door May van Sligter en uitgegeven onder de titel Verborgen verleden. In 2007 werd het boek verfilmd. Het boek werd meermaals gebruikt in analyses naar hoe de holocaust kan worden beschreven. Vragen die in deze analyses werden gesteld zijn onder meer: wat is de plaats van holocaustoverlevenden in een cultuur die men heeft geprobeerd te vernietigen en wat betekent een wereld die gelijkstaat aan afwezigheid?
Dertien jaar later verscheen haar tweede roman The winter vault, vertaald in het Nederlands door Molly van Gelder en uitgegeven als Het wintergewelf. 
De gedichten van Anne Michaels zijn in Nederland uitgegeven in de bundel Nachtkleur, waarin een selectie van haar gedichten is opgenomen uit de periode 1986 tot 1999. Gedichten van Michaels zijn onder meer gepubliceerd in het tijdschrift Raster.
In 2024 kwam haar roman Held uit. Het stond op de shortlist van de Booker prize van 2024.
Michaels wordt gezien als een schrijver met technische precisie die schrijft in afgewogen woorden. In haar werk staat het verwerken van een historisch trauma, verlies en rouw centraal en het opnieuw leren leven in een andere omgeving zonder connecties met je wortels.

## Vertaalde werken
| Jaar (origineel) | Titel (origineel) | Titel vertaling (Nederlands) | Jaar (vertaling) | Uitgever (vertaling) | ISBN (vertaling)   | Vertaler         |
| ---------------- | ----------------- | ---------------------------- | ---------------- | -------------------- | ------------------ | ---------------- |
| 1996             | Fugitive pieces   | Verborgen verleden           | 1998             | De bezige bij        | ISBN 9789023441601 | May van Sligter  |
| 2000             | Poems             | Nachtkleur                   | 2002             | De bezige bij        | ISBN 9789023448013 | Peter Nijmeijer  |
| 2009             | The winter vault  | Het wintergewelf             | 2009             | De bezige bij        | ISBN 9789023440512 | Molly van Gelder |